# Fuji FA-200 Aero Subaru

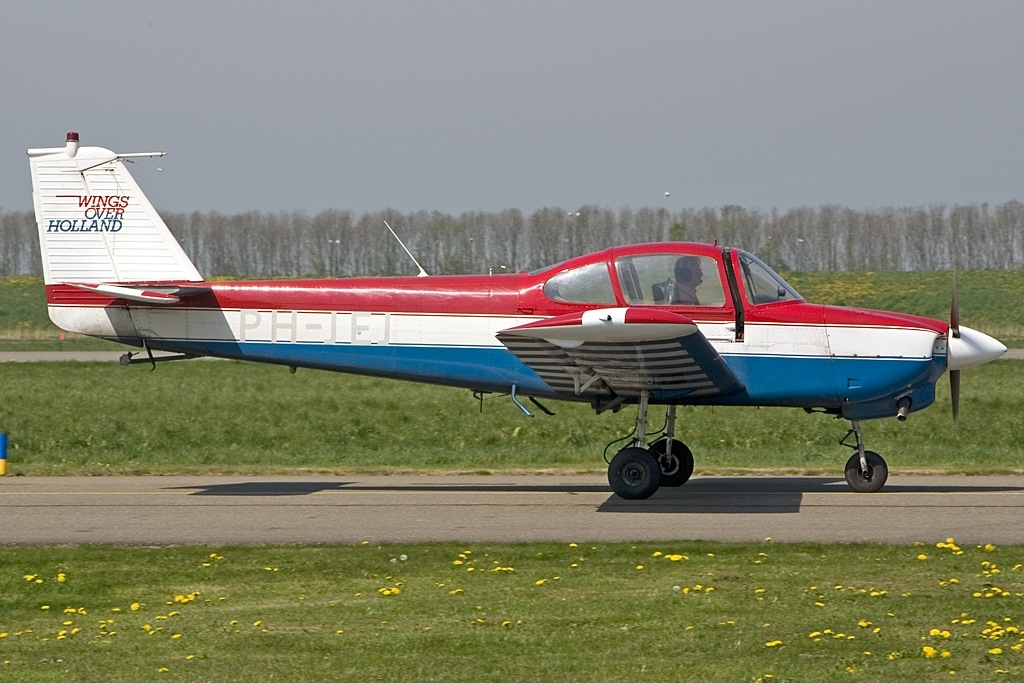
Fuji FA-200-180

Fuji FA-200 Aero Subaru egy egymotoros dugattyús meghajtású könnyű repülőgép, melyet a Fuji Heavy Industries épített Japánban.

## Tervezés és fejlesztés
1964-ben a Fuji Heavy Industries kezdett egy négyüléses könnyű repülőgép fejlesztésébe. A Fuji FA-200 Aero Subaru első prototípusa 1965 augusztus 12-én emelkedett a levegőbe. Ez egy kis szárnyú teljesen fém repülőgép, rögzített Nosewheel futóművel és csúszó ponyvával. Ez volt az első tanúsítás. Japánban 1966. július 6-án volt az első tanúsítás, majd az Egyesült Államokban 1967. szeptember 26-án.
1968 márciusában kezdődött a gyártása, 1986-ig összesen 275 épült belőle.

## Változatok
- F-200-II

- Prototypus egy 160 lóerős Lycoming O-320 motor
- FA-200-160

- Eredeti változat - 160 LE Lycoming O-320 motor, fix légcsavar.
- FA-200-180

- Erősebb változat - 180 LE Lycoming IO-360 motor, állandó fordulatú légcsavar.
- FA 200-180AO

- Erősebb változat - 180 LE Lycoming O-360 motor, fix légcsavar.
- FA-203-S

- Kísérleti rövid felszállás és a leszállás (STOL) verziója által kifejlesztett Japán Nemzeti Aerospace Laboratory ellátva határrétegen ellenőrzési rendszerrel.
- F-201

- Javasolt három férőhelyes változata, nem épült.
- F-202

- Javasolt kétüléses műrepülő változata nem épült.
- F-203

- Javasolt STOL változata.
- F-204

- Javasolt permetezős változatota, nem épült.

## Általános jellemzők
- - Crew: Egy
- - Kapacitás: Három
- - Hosszúság: 8,17 m (26 ft 9 és fél ban)
- - Szárnyfesztávolsága: 9,42 m (30 ft 11)
- - Magasság: 2,59 m (8 ft 6 in)
- - Wing terület: 14,0 m² (151 ft²)
- - Üres súly 650 kg (£ 1.433)
- - Max felszálló súlya: 1150 kg (£ 2.535)
- - Powerplant: 1 × Avco Lycoming IO-360 négyhengeres boxer motor, 134 kW (180 LE)

## Teljesítmény
- Maximális sebesség: 237 km / h (128 csomó, 147 mph)
- Utazósebesség: 185 km / h (100 csomó, 115 mph) (gazdaság körutazás - 55% teljesítmény)
- Átesési sebesség: 87 km / h (47 csomó, 54 mph) (fékszárny nyitva)
- Tartomány: 1400 km (755 nm, 870 km)
- Szolgáltatás felső határa: 5,790 m (19.000 ft)
- Emelkedési sebesség: 5,7 m / s (1129 ft / min)
- Szárnyterhelés: 82,1 kg / m (16,8 lb / ft)
- Teljesítmény / tömeg: 0,12 kW / kg (0,071 LE / kg)